# Kabaret Owca
Kabaret Owca – polski kabaret założony w Warszawie przez Jerzego Dobrowolskiego i działający na przełomie lat 60. i 70. XX wieku, jako kolejne jego przedsięwzięcie po Kabarecie Koń.

## Historia
Premiera pierwszego programu „Owcy” odbyła się w siedzibie „Szpilek” 24 kwietnia 1966 roku, w Warszawie. Autorami tekstów byli Jerzy Dobrowolski, Andrzej Bianusz, Stanisław Tym. Do wykonania skeczy (oprócz J. Dobrowolskiego i S. Tyma) zaproszono Wojciecha Pokorę, Andrzeja Stockingera, Józefa Nowaka i Jerzego Turka. Teksty skupiały się głównie na ośmieszeniu absurdów życia codziennego, konformizmu i „tandety tak zwanej rozrywki”. W programie piętnowano także niekompetencję, chamstwo, głupotę, prymitywizm i nowomowę rządzących. Każdy spektakl był prezentowany przy nadkomplecie widzów. W 1969 roku władze PRL zakazały jego grania. Do powstania drugiego programu nigdy nie doszło, kabaret zakończył działalność na początku lat siedemdziesiątych XX wieku.
29 listopada 2019 roku ukazał się album Kabaretu Owca pt. Dla mnie bomba (radiowy zapis pierwszej części występu na Festiwalu Teatralnym w Olsztynie w 1968 roku). Jest to krążek inaugurujący powstanie nowej oficyny pod nazwą „Duży Sęk” (w ramach działalności GAD Records), przypominającej m.in. dokonania polskich kabaretów sprzed lat.